# 5945 Роучаппроуч
5945 Роучаппроуч (5945 Roachapproach) — астероїд головного поясу, відкритий 28 вересня 1984 року.
Тіссеранів параметр щодо Юпітера — 3,628.
Названо на честь американського композитора Стіва Роуча